# HD 145825
HD 145825 (HIP 79578 / SAO 207479) es una estrella de magnitud aparente +6,4 situada en la constelación del Escorpión.
Se encuentra a 71 años luz de distancia del sistema solar.
HD 145825 es una enana amarilla de características similares a las del Sol. Considerada un análogo solar —y candidata a gemela solar por su similitud con el Sol—, su tipo espectral es G2V.
Tiene una temperatura efectiva de 5736 K y brilla con una luminosidad igual al 97% de la luminosidad solar.
Su radio es aproximadamente igual al de nuestra estrella —entre 0,97 y 1,01 radios solares, según la fuente consultada— y posee una metalicidad comparable a la solar.
Las abundancias relativas de hierro, sodio, silicio, calcio, titanio y níquel son muy semejantes a las del Sol y únicamente el aluminio, cuyo contenido es el 65% del existente en el Sol, se aparta de esta tendencia.
Con una masa algo mayor que la del Sol —un 8% superior—, su edad no es conocida con exactitud.
Comprendida en el amplio rango que va desde 1700 a 6600 millones de años, el valor medio aceptado de 4500 millones de años supondría que se habría formado en la misma época que el Sol.
En la constelación del Escorpión también se localiza 18 Scorpii, una estrella muy parecida a HD 145825, considerada por algunos astrónomos el gemelo solar más cercano.